# Salud 2.0

Salud 2.0

Salud 2.0 es un concepto que defiende a la visión integral y innovadora del modelo de sanidad. Requiere la creación de nuevos , de belleza, etc. Sistemas de Información diseñados para interactuar de forma ágil, ubicua y sencilla, y pensados para ser usados por los profesionales sanitarios, los gestores y los ciudadana.
Salud 2.0 nace en el contexto de la corriente 2.0, significando una evolución del concepto Sanidad 2.0 (Health 2.0).

## Introducción
El sector sanitario está evolucionando debido a los nuevos entornos económicos, organizativos, demográficos y sociales. De hecho, la sanidad está cambiando de acuerdo a los siguientes factores que están influyendo e impulsando la transformación del modelo sanitario:
- El aumento del gasto en sanidad
- La sostenibilidad del actual modelo de financiación sanitaria
- La descentralización administrativa
- Déficit de personal sanitario
- Creciente demanda sanitaria de una población envejecida
- El efecto de la inmigración
- Enfermedades derivadas del estilo de vida
- Atención remota de ciudadanos y pacientes

Todo ello está afectando a la práctica asistencial y a la prevención ya que están evolucionando hacia un desplazamiento del lugar de diagnóstico y terapia desde el hospital hacia los centros de Atención Primaria y desde ahí hacia el domicilio de los pacientes. Este modelo lleva consigo la necesidad de implantar técnicas de Telemedicina que hagan posible llevar la asistencia allá donde se encuentre el paciente, siendo pues la aplicación de las TI a la Salud, probablemente la revolución más importante que tendrá lugar en el campo de la salud en los próximos años.
En este nuevo paradigma, el ciudadano y el profesional sanitario demandan ser el eje central ya que todos los logros y esfuerzos que se han realizado en TI en los últimos años parecen haber ofrecido poco a estos dos grandes protagonistas.
Sin embargo, actualmente tanto el ciudadano como el profesional son protagonistas activos que aportan y consumen información e interactúan de manera no presencial. Los ciudadanos interactúan con otros ciudadanos; los profesionales lo hacen con otros profesionales y ambos generan conocimiento en la cadena asistencial: el ciudadano aumenta su noción sobre su estado de salud, prevención, tratamiento,... y el profesional maximiza la aportación de valor pues se concentra en la aplicación de su conocimiento especializado.
Así pues, todos estos agentes hacen que el concepto de Sanidad evolucione hacia un término más global y próximo al de Salud, en el cual se aúnan en su significado informaciones provenientes tanto de la parte asistencial como de la sociosanitaria y laboral, que son reclamadas por los ciudadanos; y en el que, gracias al apoyo de una acelerada transformación tecnológica, ha dado lugar a la corriente Salud 2.0.

## Origen del término
El término fue acuñado por primera vez por José Cubelos, director del mercado de Salud de la empresa multinacional de Tecnologías de la Información Indra quien en una tribuna para el diario Expansión publicada el 12 de julio de 2007 y titulada “Hacia una sanidad interactiva” hacía alusión a este término para acuñar lo que consideraba el nuevo enfoque de la sanidad, y paso obligatorio para todas las empresas TIC especializadas en este ámbito si querían evolucionar hacia una visión integral y superior de la Salud.
Anteriormente se había hecho mención al concepto Sanidad 2.0 o Health 2.0 desde Estados Unidos debido al empuje y la carrera tecnológica en la que están sumidos los líderes anglosajones Microsoft y Google. Sin embargo, Salud 2.0 se considera una evolución de este término ya que hablar de Salud, como se ha mencionado anteriormente, es más correcto ya que el historial clínico de cada paciente debe contener no sólo información clínica-asistencial sino también nuestra vida laboral y social lo que hace que pasemos a hablar de Historia de Salud.
El concepto 2.0 nos traslada una versión siguiente, mejorada o nueva de lo que hay. Actualmente la corriente 2.0 supone un progreso con un cambio de enfoque añadido. Y es que las nuevas tecnologías están haciendo que los ciudadanos sean por fin dueños de la propia información que generan y lo que es más positivo, vean y aprecien por ellos mismos lo que puede aportarles de valor añadido.
Desde un punto de vista técnico, este fenómeno 2.0 adaptado al campo de la Salud está dotando a los profesionales sanitarios y ciudadanos de instrumentos tecnológicos con los que sean capaces, a través de diferentes programas y aplicaciones, de permitir a millones de pacientes gestionar sus historias médicas desde casa y compartir con cualquier profesional sanitario información sobre su salud desde cualquier parte del mundo.

## Características
Las tendencias principales que definen y caracterizan lo que Salud 2.0 significa para los ciudadanos y profesionales son las siguientes:

### Movilidad
El profesional sanitario o asistencial puede prestar una atención personalizada en movilidad. Los servicios de movilidad proporcionan un mayor grado de acceso a la información a los profesionales y los pacientes, facilitando la comunicación de la información y el conocimiento para la atención sanitaria allí donde se precise, salvando barreras de tiempo y distancia.

Los ciudadanos gozan de un mayor bienestar y grado de independencia al poder compartir y acceder a la información sanitaria desde cualquier lugar, mientras que el profesional sanitario o asistencial puede prestar una atención personalizada en movilidad.

### Personalización
Las características personales de cada paciente determinan el tipo de servicios que requiere y cómo usarlos. Los tratamientos y terapias son personalizados y de la misma forma tienen un seguimiento automático personalizado, ayudado por el uso la computación ubicua, ambientes inteligentes y agentes virtuales.

La accesibilidad a la información está garantizada para cualquier colectivo de ciudadanos a través del uso de tecnologías multicanal, bien sea a través de TDT, Internet o en movilidad haciendo uso de la telefonía móvil etc.

Nuevas interfaces permiten adaptar la comunicación hombre-máquina a las características del paciente, superando las discapacidades que éste pudiera tener.

### Monitorización
La telemonitorización permite un mayor grado de independencia para el paciente; y proporciona una información continua para el profesional. Permite a los pacientes, sobre todo crónicos, disfrutar de un mayor grado de independencia, y por tanto de bienestar, además de una absoluta tranquilidad por la supervisión médica y la posible reacción rápida ante problemas derivados de cualquier síntoma.

Aporta al médico o asistente una información continua, sin necesidad de alterar el día a día del paciente y con un ahorro de tiempo y dinero en desplazamientos.

En definitiva, el uso de las herramientas que nos proporciona la e-Salud, para la recogida de datos y la monitorización de estados de salud, facilita un seguimiento más preciso de la salud del paciente y su inmediata valoración.

### Localización
La gestión de los recursos sanitarios requiere el conocimiento exacto y en tiempo real de la posición de cualquier dispositivo.
La seguridad intrahospitalaria queda garantizada al disponer de dispositivos de localización que incorporan un “botón de pánico”

Colectivos inseguros o afectados de discapacidad cognitiva se ven favorecidos al estar continuamente monitorizados y localizados por sus cuidadores.
- Tecnologías WiFi,
- UWB (Ultra Wave Band) y
- GPS se unen y combinan para posibilitar la localización dentro y fuera de los edificios.

### Interoperabilidad
La interoperabilidad permite el verdadero uso de servicios en movilidad, personalizados y accesibles.

El uso de estándares estables, ampliamente aceptados y avalados por los organismos de estandarización internacionales, proporciona la posibilidad de construir sistemas sin fisuras (“seamless systems”) que facilitan la colaboración y la compartición de información y conocimiento. La interoperabilidad permite el verdadero uso de servicios en movilidad, personalizados y accesibles.

### dicho en una forma breve
se puede decir que una persona se encuentra en un estado de buena salud cuando existe un equilibrio dinàmico entre el cuerpo, la mente y el ambiente que rodea al individuo

## Relación con otros conceptos

### Salud 1.0 vs. Salud 2.0
| Salud 1.0 | Salud 2.0 |
| --- | --- |
| Cada médico, cada centro o cada organización, tiene las historias clínicas (HC) de sus pacientes.                                                                            | Cada ciudadano, dispone de su historia clínica, para ser consultada y enriquecida cada vez que se necesite y allí en donde se necesite (Historia de Salud Digital –HSD). |
| La asistencia sanitaria se organiza en torno a los hospitales y demás centros, dotados de personal sanitario.                                                                | La asistencia sanitaria se organiza en torno al paciente, su médico/a y su enfermero/a, independientemente de su ubicación. |
| Burocratización de la actividad asistencial incluidos médicos y personal de enfermería.                                                                                      | Orden de dispensación directa al sistema desde HSD, con mantenimiento de la prescripción durante el tiempo deseado, allá donde se encuentre el paciente, con independencia de donde se encuentre la farmacia. |
| La captura de información y datos para la historia clínica implica complejos circuitos. Las acciones terapéuticas están condicionadas a la disponibilidad de la información. | Recorridos de la información y datos sin estaciones de espera (paciente-resultado-médico-toma de decisiones). El facultativo toma las decisiones allá donde se encuentre. Las acciones terapéuticas no están condicionadas por la disponibilidad de la información, que es universal e instantánea con la aparición del dato. |
| El paciente crónico es ingresado reiteradamente en su hospital de referencia.                                                                                                | El paciente crónico está monitorizado en tiempo real en su domicilio, por el equipo médico de su hospital o centro asistencial. Dispone en su domicilio de tecnologías, hasta la fecha, propias de cuidados críticos, de fácil uso y conectadas con el equipo médico responsable. Decisiones en movilidad. |
| El médico va a consultar la información y datos a la HC del paciente. | La información y datos generados fluyen hacia el médico responsable allá en donde se encuentre. La información es filtrada y priorizada para su circulación por el sistema, y los datos pertinentes llegan en tiempo y forma. La toma de decisiones es consecutiva e inmediata a la disponibilidad del dato. El paciente, monitorizado en movilidad con micro-sensores, será atendido por su equipo médico antes de que se desencadene la sintomatología. |

## Evolución
El futuro del concepto “Salud 2.0” está ligado a la consecución de los siguientes objetivos y visiones:
- Ir aumentando paulatinamente el número de servicios a los ciudadanos a la velocidad que la tecnología lo permita de forma que se consiga mejorar la calidad de vida y aumentar el grado de independencia.
- Centros sanitarios sin pacientes. El objetivo debe ser ir aumentando el número de ciudadanos que no necesitan pasar por consulta para recibir cuidados sanitarios, aumentando así su nivel de independencia. La evolución de las tecnologías que se aplican en el ámbito de la salud determinarán el grupo de ciudadanos beneficiados.
- Unos profesionales más centrados en la aplicación de sus conocimientos.
- Un entorno hospitalario más eficaz y eficiente que minimizará la estancia del paciente y donde las tecnologías y técnicas aumentarán la eficacia de los tratamientos e intervenciones.
- Unos profesionales mejor informados y unos pacientes más monitorizados.
- Una prestación de servicios cuándo y dónde se necesita.